# Rue de l'Ancienne-Poste
La rue de l'Ancienne-Poste est une voie de la commune française de Colmar.

## Situation et accès
Cette voie de circulation, d'une longueur de 85 m, se trouve dans le quartier centre.
On y accède par les rues Berthe-Molly et de la Porte-Neuve.
Cette voie n'est pas desservie par les bus de la TRACE.